# James Guyon Jr.
James Guyon Jr. (ur. 24 grudnia 1778 w Staten Island, zm. 9 marca 1846 tamże) – amerykański polityk, członek Partii Demokratyczno-Republikańskiej.

## Działalność polityczna
Od 1812 do 1814 zasiadał w New York State Assembly. W okresie od 14 stycznia 1820 do 3 marca 1821 przez jedną kadencję był przedstawicielem miejsca B z 1. okręgu wyborczego w stanie Nowy Jork w Izbie Reprezentantów Stanów Zjednoczonych.